# Nicole Richie
Pour les articles homonymes, voir Richie.
Nicole Richie Madden, généralement dite Nicole Richie, née le 21 septembre 1981 à Berkeley en Californie, est une actrice, chanteuse et styliste américaine.

## Biographie

### Enfance
Née à Berkeley en Californie, Nicole Camille Escovedo est la fille biologique du musicien Peter Michael Escovedo (né le 7 juillet 1961), le frère de la chanteuse Sheila E., et de Karen Moss, l'assistante de la batteuse de Prince,. Elle a des origines anglaises, mexicaines et afro-américaines. Alors qu'elle est âgée de trois ans, ses parents biologiques décident de la confier au chanteur Lionel Richie (né le 20 juin 1949) et son épouse de l'époque Brenda Harvey (née le 3 septembre 1952), car ils n'ont pas les moyens financiers pour l'élever. Lionel Richie et Brenda Harvey deviennent donc ses tuteurs légaux jusqu'à ce qu'ils l'adoptent officiellement à l'âge de neuf ans ; elle change donc légalement de nom et devient Nicole Camille Richie. 
Vers l'âge de trois ans, Nicole Richie commence à assister à plusieurs séances hebdomadaires de psychothérapie. Elle restera suivie par un psychothérapeute durant toute son enfance. Elle se rendait de temps en temps chez son parrain Michael Jackson dans son ranch de Californie, Neverland, où elle a passé de bons moments durant son enfance. Mais la figure de la famille idéale n'est pas pour autant réussie et Lionel Richie avouera plus tard qu'il a été un père absent pour sa fille. 
En 1988, Brenda Harvey découvre via la presse que Lionel Richie la trompe avec la styliste Diane Alexander (née le 16 juin 1967). Ils se séparent et entament une procédure de divorce qui sera surmédiatisée à l'échelle mondiale. Ils tentent de préserver leur fille qui supporte mal leur séparation. Ils divorcent officiellement en 1993 après dix-huit ans de mariage. Dès lors, du haut de ses douze ans, Nicole Richie commence à sortir tard le soir. 
Elle a l'impression que son père la quitte aussi : « La façon dont ils voulaient me rendre heureuse était de m'accorder tout ce dont j'avais envie, mais je ne crois pas qu'une jeune fille de cet âge devrait avoir autant de liberté », a déclaré Nicole dans une entrevue dans le magazine Vanity Fair. Nicole Richie a déclaré dans ABC News : « Vous savez, fumer à 13 ans, dans mon cercle, est tout à fait normal. Boire de temps en temps aussi, mais ce n'était pas vraiment mon truc. Et puis je me suis retrouvée dépendante à la cocaïne à 14 ou 15 ans. Puis j'ai arrêté. Pour reprendre à l'héroïne, à environ 19 ans. »
Le 21 décembre 1995, son père épouse sa maîtresse depuis neuf ans, Diane Alexander, avec qui il a deux enfants : Miles Brockman Richie (né le 27 mai 1994) et Sofia Richie (née le 24 août 1998). Le couple finira par divorcer en 2004.
Durant son adolescence, elle étudie à l'école Buckley de Sherman Oaks dans laquelle elle rencontre Paris Hilton, qui deviendra rapidement sa meilleure amie. En 1999, elle ressort diplômée du « Montclair College Preparatory School », puis elle part étudier à l'université de l'Arizona aux côtés de Kourtney Kardashian et Luke Walton. Après deux ans en Arizona, elle quitte l'université et retourne vivre en Californie.

### Carrière
En 2003, elle fait l'émission The Simple Life avec sa meilleure amie Paris Hilton, où elles sont toutes les deux vedettes. L'émission s'arrête en 2007 après cinq saisons.
En 2005, Nicole Richie a écrit un roman semi-autobiographique : The Truth About Diamonds. Le roman est librement inspiré de sa vie, mais est le plus souvent fictif. Elle y fait la chronique de Chloé Parker, la fille adoptive d'un chanteur qui fait son chemin dans toutes les boîtes de nuit les plus chaudes d'Hollywood et livre bataille contre une dépendance aux drogues. Il a été dit qu'au cœur du livre, le personnage Simone Westlake a été calqué sur Paris Hilton.
En 2008, le producteur de la série Chuck la contacte pour lui offrir un rôle le temps d'un épisode lors de la saison 2. En 2010, elle reprend ce même rôle toujours pour un épisode mais dans la saison 4 cette fois-ci.
En octobre 2008, Nicole fait ses débuts dans la mode en lançant sa première collection de bijoux House of Harlow 1960. Cette collection qui porte le nom de sa fille (Harlow Winter Kate Madden), s’inspire de l’esprit ethnique chic des années 1960-70. Bracelet or ou argent, motif géométrique et pyramidal, manchette ou grosse bague étoile, cette ligne s’adresse aux clientes de tout âge.
En août 2009, elle se lance cette fois-ci dans la création de vêtements pour femme enceinte, avec 14 pièces pour la marque de vêtements américaine spécialisée dans les habits pour femmes enceintes « A pea in the pod ». Cafetan, cardigan, longue jupe. les vêtements de cette collection ont un esprit bohème.
Le 8 juin 2010, elle reçoit un « Glamour Award » pour sa collection de vêtements « House of Harlow 1960 » lors des Glamour 'Women Of The Year' Awards.
Le 28 septembre 2010 sort son deuxième livre intitulé Priceless.
Depuis 2012, elle fait partie du jury de l'émission Fashion Star aux côtés de Jessica Simpson, John Varvatos et Elle Macpherson. L'émission est un concours télévisé des designers amateurs qui leur permet de faire valoir leurs talents.
Nicole Richie sort son tout premier parfum intitulé « Nicole » en septembre 2012.
En 2013, elle lance sa web-série intitulée #CandidlyNicole racontant son activité sur twitter.

### Vie privée

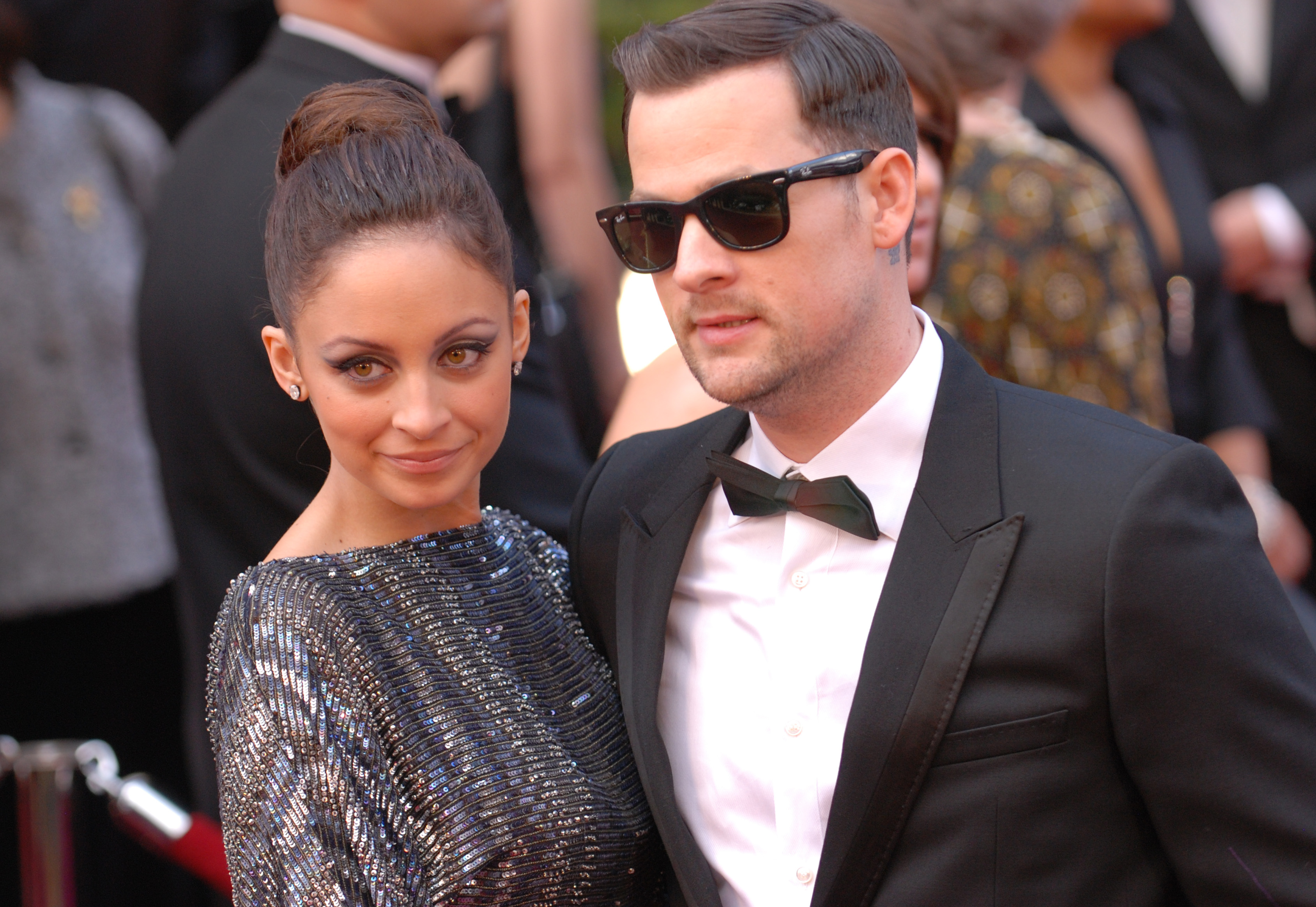
Nicole Richie et son mari Joel Madden à la des Oscars en 2010.

De 2000 à 2002, Nicole Richie est en couple avec Elijah Blue Allman, le fils de la chanteuse Cher. En 2005, elle se fiance avec le DJ américain Adam Goldstein, après un an de relation. Ils se séparent en mai 2006. En 2006, elle fréquente brièvement l'acteur américain Jeff Goldblum, avant de brièvement fréquenter Brody Jenner, le fils de Caitlyn Jenner. 
Depuis décembre 2006, Nicole Richie partage la vie de Joel Madden, le leader du groupe Good Charlotte. Ils ont deux enfants : Harlow Winter Kate Madden (née le 11 janvier 2008) et Sparrow James Midnight Madden (né le 9 septembre 2009). Le couple se fiance en février 2010, puis se marie le 11 décembre 2010 dans leur résidence à Los Angeles. 

### Engagement social
En 2007, Nicole et son mari Joel Madden créent la « Richie Madden Children's Foundation », une association pour aider les enfants du monde. Lors du séisme qui a frappé Haïti en 2010, Nicole reverse une partie des fonds de ses lignes de vêtements et bijoux aux sinistrés. Elle a aussi participé avec son mari à l'enregistrement des 25 ans du titre We Are the World 25 for Haiti pour lever des fonds pour les sinistrés.

### Problèmes de santé
Au début de l'année 2006, elle déclenche une polémique pour son apparition dans son émission The Simple Life en s'affichant extrêmement maigre. Lors d'une interview dans le magazine Vanity Fair, elle déclare : « Je sais que je suis particulièrement mince, et je ne veux pas que des jeunes filles prennent exemple sur moi et se disent « C'est exactement à ça que je veux ressembler. » J'ai commencé à voir des nutritionnistes, médecins et psychiatres. »
Quelques mois plus tard, elle déclare : « Je ne suis pas anorexique. Je ne suis pas boulimique. Je n'ai pas de problème d'alimentation. » Le 27 octobre 2006, elle est hospitalisée pour « incapacité à prendre du poids ». Quelques mois plus tard, elle est à nouveau hospitalisée pour déshydratation et hypoglycémie.

### Affaires judiciaires

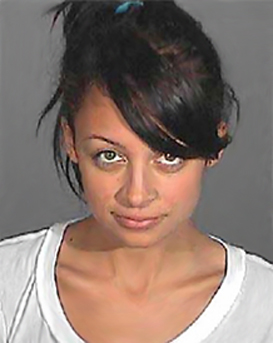
Photographie d'identité judiciaire de Nicole Richie en 2006.

En février 2003, Nicole a été arrêtée à Malibu, en Californie pour possession d'héroïne pendant qu'elle conduisait avec un permis de conduire suspendu.
Le 11 décembre 2006, Nicole a été arrêtée par la police californienne après avoir été déclarée positive à un test d'alcoolémie sur place. Elle a été accusée de conduite sous l'influence de drogue sur la State Route 134 à Burbank / Glendale, en Californie. Plusieurs automobilistes ont signalé une Mercedes-Benz Classe G noire qui entrait, en sens inverse, sur la bretelle de sortie de l'autoroute SR134. Richie reconnaît avoir consommé de la marijuana avant l'incident. Le 27 juillet 2007, elle est condamnée à quatre jours d'emprisonnement dans le centre de détention régional Century à Lynwood, Californie, mais elle n'y passera qu'environ 82 minutes.
Une porte-parole du département du shérif a déclaré au magazine People : « Nicole a été libérée plus tôt que prévu en raison de la surpopulation dans le système carcéral. C'est la procédure normale pour les délinquants non violents. »
À sa sortie de prison, Nicole a signé pour 18 mois dans le programme anti-alcool de formation des conducteurs, selon des documents déposés auprès de la Cour Supérieure de Californie. Le 22 juin, son stage a été prolongé d'un an jusqu'en mars 2011, parce qu'elle n'a pas procédé au test d'alcoolémie pour prendre soin de ses enfants.

## Filmographie

### Cinéma
- 2005 : Kids in America de Josh Stolberg (en) : Kelly Stepford

### Télévision
- 2002 : White Collar Blue (Téléfilm) : Un agent fédéral
- 2003 - 2007 : The Simple Life (série télévisée) : Nicole Richie
- 2004 : Ève (série télévisée) : Karen
- 2004 : Rock Me, Baby (série télévisée) : Amanda
- 2004 : Mes plus belles années (American Dreams) (série télévisée) : Brenda Reid
- 2005 : Touche pas à mes filles (8 Simple Rules) (série télévisée) : Ashley
- 2008 - 2010 : Chuck (série télévisée) : Heather Chandler
- 2012 : Fashion Star : (saison 1)
- 2012 : The New Normal
- 2013 : Fashion Star : (saison 2)
- 2013 : Betty White's Off Their Rockers
- 2015 : Barely Famous (série télévisée) : Nicole Richie
- 2017 - 2018 : Great News (série télévisée) : Portia Scott-Griffith
- 2019 : Grace et Frankie (série télévisée) : Kareena G (1 épisode)

## Ligne de vêtements
- 2008 : House of Harlow 1960
- 2009 : A pea in the pod
- 2010 : Winter Kate
- 2012 : Collection capsule pour la grande chaîne de distribution Macy's.

## Livres
- 2006 : Hollywood, les diamants et moi (en) (The Truth About Diamonds)
- 2010 : Priceless